# لي وليامز (لاعب غولف)
لي وليامز (بالإنجليزية: Lee Williams)‏ هو لاعب غولف أمريكي، ولد في 27 ديسمبر 1981 في ألكسندر سيتي في الولايات المتحدة.

## وصلات خارجية
- لي وليامز على موقع رابطة لاعبي الغولف المحترفين (الإنجليزية)
- لي وليامز على موقع التصنيف العالمي الرسمي للغولف (الإنجليزية)